# Подунавске вечери
Подунавске вечери је југословенски музички телевизијски филм из 1964. године. Режирао га је Чедомир Мацура а сценарио је написао Миладин Тешић.